# Plavání na otevřené vodě na mistrovství Evropy v plaveckých sportech 1997
Závody v plavání na otevřené vodě na mistrovství Evropy v plaveckých sportech za rok 1997 proběhly v Seville, Španělsko ve dnech 13. až 24. srpna 1997.

## Česká stopa
V závodě na 5 km žen startovalo 25 závodnic – Yvetta Hlaváčová (*1975) z C-Invest SC obsadila 8. místo, Olga Šplíchalová (*1975) z TJ Znojmo 11. místo a Radka Nechmačová (*1978) z KPSP Kometa Brno 20. místo. V závodě na 25 km žen startovalo 17 závodnic – Radka Nechmačová (*1978) z KPSP Kometa Brno obsadila 6. místo, Eva Nováková (*1977) z KVS Plzeň 13. místo a Yvetta Hlaváčová (*1975) z C-Invest SC závod vzdala.
V závodě na 5 km mužů startovalo 22 závodníků – Vlastimil Burda (*1975) z USK Praha obsadil 11. místo a Jan Víťazka (*1976) z KPSP Kometa Brno 17. místo. V závodě na 25 km mužů startovalo 18 závodníků – Rostislav Vítek (*1976) z KPSP Kometa Brno obsadil 13. místo a Michal Špaček (*1973) z KPSP Kometa Brno závod vzdal.

## Výsledky
| Muži  | Zlato                 | Zlato     | Stříbro                                        | Stříbro   | Bronz                   | Bronz     |
| ----- | --------------------- | --------- | ---------------------------------------------- | --------- | ----------------------- | --------- |
| 5 km  | Alexej Akaťjev (RUS)  | 56:07,0   | Jevgenij Bezručenko (RUS)                      | 56:14,0   | Luca Baldini (ITA)      | 56:19,0   |
| 25 km | Alexej Akaťjev (RUS)  | 5:05:00,0 | Stéphane Lecat (FRA) Christof Wandratsch (GER) | 5:08:36,0 | —                       | —         |
| Ženy  | Zlato                 | Zlato     | Stříbro                                        | Stříbro   | Bronz                   | Bronz     |
| 5 km  | Peggy Büchseová (GER) | 1:00:51,0 | Valeria Caspriniová (ITA)                      | 1:00:52,0 | Rita Kovácsová (HUN)    | 1:01:06,0 |
| 25 km | Rita Kovácsová (HUN)  | 5:21:58,0 | Valeria Caspriniová (ITA)                      | 5:23:28,0 | Edith van Dijková (NED) | 5:25:28,0 |

## Medailová bilance
V plavání na otevřené vodě se rozdělily celkem 4 sady medailí.
| Pořadí | Stát             |       | Muži    | Muži  | Muži  |         | Ženy  | Ženy  | Ženy    |       | Muži + Ženy | Muži + Ženy | Muži + Ženy | Celkem |
| Pořadí | Stát             | Zlato | Stříbro | Bronz | Zlato | Stříbro | Bronz | Zlato | Stříbro | Bronz |             |             |             | Celkem |
| ------ | ---------------- | ----- | ------- | ----- | ----- | ------- | ----- | ----- | ------- | ----- | ----------- | ----------- | ----------- | ------ |
| 1.     | Rusko (RUS)      |       | 2       | 1     | 0     |         | 0     | 0     | 0       |       | 2           | 1           | 0           | 3      |
| 2.     | Německo (GER)    |       | 0       | 1     | 0     |         | 1     | 0     | 0       |       | 1           | 1           | 0           | 2      |
| 3.     | Maďarsko (HUN)   |       | 0       | 0     | 0     |         | 1     | 0     | 1       |       | 1           | 0           | 1           | 2      |
| 4.     | Itálie (ITA)     |       | 0       | 0     | 1     |         | 0     | 2     | 0       |       | 0           | 2           | 1           | 3      |
| 5.     | Francie (FRA)    |       | 0       | 1     | 0     |         | 0     | 0     | 0       |       | 0           | 1           | 0           | 1      |
| 6.     | Nizozemsko (NED) |       | 0       | 0     | 0     |         | 0     | 0     | 1       |       | 0           | 0           | 1           | 1      |
| Celkem | Celkem           |       | 2       | 3     | 1     |         | 2     | 2     | 2       |       | 4           | 5           | 3           | 12     |